# Brezina (Slowakei)
Brezina (1927–1948 slowakisch „Kolbaš“ – bis 1927 „Kolbáš“; ungarisch Kolbása) ist eine Gemeinde im Osten der Slowakei mit 649 Einwohnern (Stand 31. Dezember 2024), die zum Okres Trebišov, einem Kreis des Košický kraj, gehört. Sie ist Teil der traditionellen Landschaft Zemplín.

## Geographie

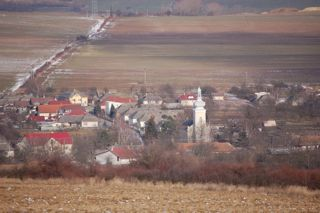
Blick auf Brezina

Die Gemeinde befindet sich am Osthang des Gebirges Slanské vrchy, im Tal des Baches Izra im Einzugsgebiet der Roňava und weiter des Bodrog, unweit der Staatsgrenze zu Ungarn. Das Ortszentrum liegt auf einer Höhe von 186 m n.m. und ist 20 Kilometer von Trebišov entfernt.
Nachbargemeinden sind Kuzmice im Norden, Lastovce im Osten, Kazimír im Südosten, Byšta im Süden und Südwesten und Slanská Huta im Westen und Nordwesten.

## Geschichte

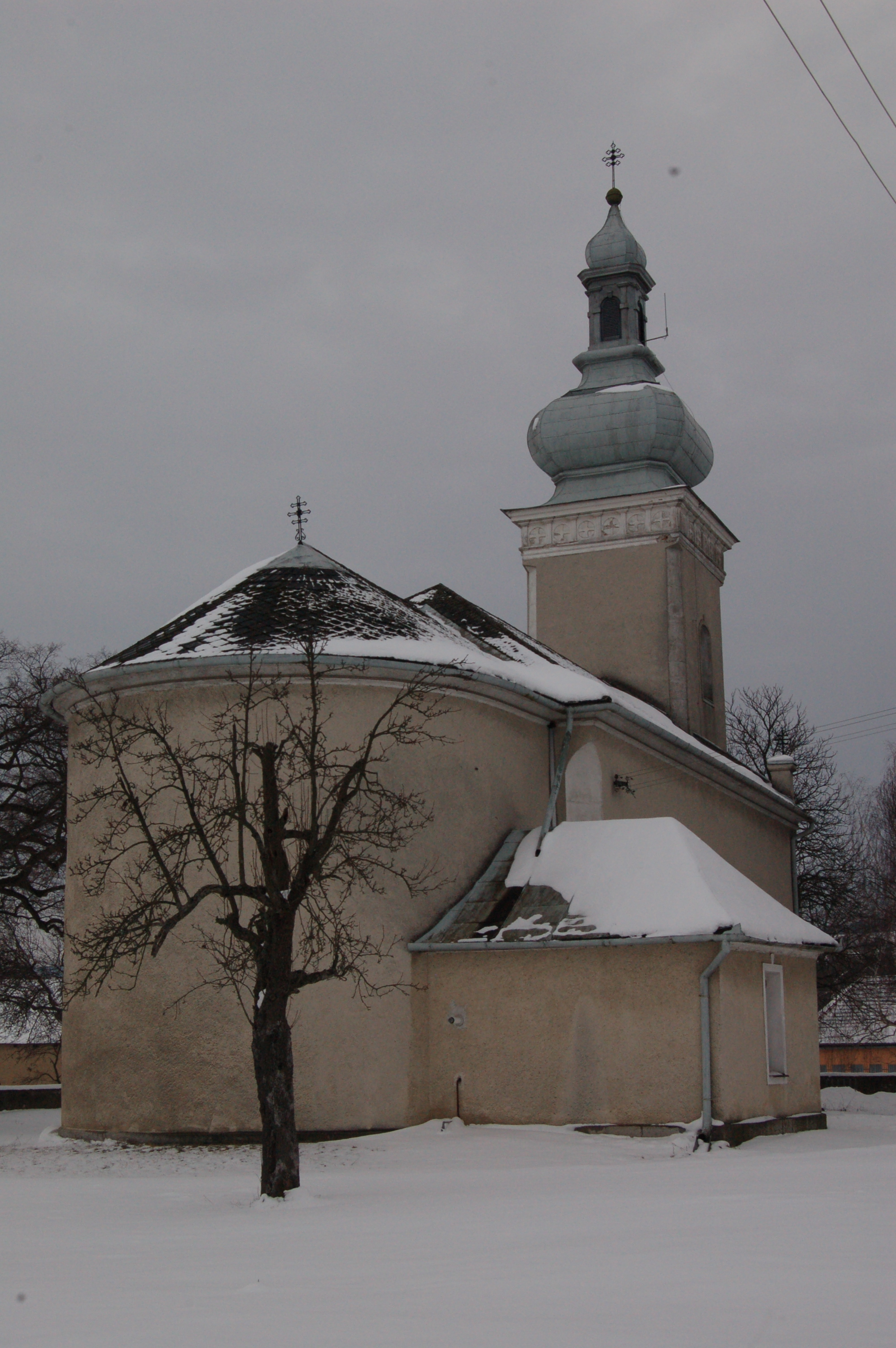
Griechisch-katholische Kirche

Brezina wurde zum ersten Mal 1300 als Kulkasa schriftlich erwähnt, weitere historische Bezeichnungen sind unter anderen Kolbasa (1365), Kolbaza (1427) und Kolbasa (1773). Zur Zeit der Ersterwähnung war das Dorf Besitz des Landadels und war später immer Besitz von mehreren Gutsherren. 
1715 gab es eine Mühle und neun Haushalte. 1787 hatte die Ortschaft 84 Häuser und 556 Einwohner, 1828 zählte man 77 Häuser und 572 Einwohner, die als Besenmacher, Fuhrleute, Korbmacher und Landwirte tätig waren.
Bis 1918/1919 gehörte der im Komitat Semplin liegende Ort zum Königreich Ungarn und kam danach zur Tschechoslowakei beziehungsweise heutigen Slowakei.

## Bevölkerung
| Jahr                | 1994 | 2004    | 2014    | 2024    |
| ------------------- | ---- | ------- | ------- | ------- |
| Anzahl der Personen | 686  | 710     | 702     | 649     |
| Unterschied         |      | +3,49 % | −1,12 % | −7,54 % |

| Jahr                | 2023 | 2024    |
| ------------------- | ---- | ------- |
| Anzahl der Personen | 648  | 649     |
| Unterschied         |      | +0,15 % |

Nach der Volkszählung 2011 wohnten in Brezina 711 Einwohner, davon 572 Slowaken, 48 Roma sowie jeweils zwei Magyaren und Tschechen. Ein Einwohner gab eine andere Ethnie an und 86 Einwohner machten keine Angabe zur Ethnie.
405 Einwohner bekannten sich zur griechisch-katholischen Kirche, 154 Einwohner zur römisch-katholischen Kirche, 78 Einwohner zur orthodoxen Kirche, 35 Einwohner zur reformierten Kirche, acht Einwohner zu den Zeugen Jehovas, drei Einwohner zur apostolischen Kirche und ein Einwohner zu den Mormonen. 10 Einwohner waren konfessionslos und bei 17 Einwohnern wurde die Konfession nicht ermittelt.

## Bauwerke und Denkmäler
- griechisch-katholische Peter-und-Paul-Kirche im barock-klassizistischen Stil aus dem Jahr 1785[6]
- reformierte (calvinistische) Kirche im klassizistischen Stil aus dem Jahr 1801[7]

## Verkehr
Durch Brezina führt die Cesta III. triedy 3374 („Straße 3. Ordnung“) zwischen Slanské Nové Mesto und Luhyňa. Der nächste Bahnanschluss ist in Kuzmice an der Bahnstrecke Čierna nad Tisou–Košice.